# Sur la ligne
Pour les articles homonymes — sous diverses graphies —, voir Fair-play (homonymie).
Pour plus de détails, voir Fiche technique et Distribution.
Sur la ligne (Fair Play) est un film tchèque réalisé par Andrea Sedláčková, sorti le 6 mars 2014 sur les écrans tchèques.

## Synopsis
1983, en Tchécoslovaquie, Anna, une sprinteuse, espère participer aux Jeux olympiques et est sélectionnée dans l'équipe nationale. Elle est choisie pour recevoir un traitement médical spécial géré par l'État où elle reçoit des stéroïdes anabolisants (stanozolol) par son entraîneur.

## Fiche technique
- Titre : Sur la ligne
- Titre original : Fair Play
- Réalisation : Andrea Sedláčková
- Scénario : Irena Hejdová et Andrea Sedláčková
- Musique : Miroslav Žbirka
- Photographie : Jan Baset Stritezsky
- Montage : Jakub Hejna
- Production : Katerina Cerná, Undine Filter, Silvia Panaková et Pavel Strnad
- Société de production : Negativ Film, Departures Film et Arina Film
- Société de distribution : Zylo (France)
- Pays :  Tchéquie,  Slovaquie et  Allemagne
- Genre : Drame
- Durée : 100 minutes
- Dates de sortie : 
  -  Tchéquie : 6 mars 2014
  -  France : 5 août 2015

## Distribution
- Judit Bárdos : Anna
- Anna Geislerová : Irena, la mère d'Anna
- Roman Luknár : Bohdan, l'entraîneur
- Ondrej Novák : Tomás, le petit ami d'Anna
- Eva Josefíková : Marina, la partenaire d'entraînement d'Anna
- Roman Zach : Kriz, l'ami dissident de Marina
- Igor Bares : Novotný
- Jirí Wohanka : Kracik
- Ondrej Malý : le doctor Pavelka
- Tatjana Medvecká : la doctoresse à l'hôpital
- Michaela Pavlátová : la mère de Tomás
- Pavel Lagner : le père de Tomás
- Slávek Bilský : un membre du StB (Sécurité d'État)
- Sárka Kavanová : une membre du StB
- Vlastina Svátková
- Berenika Kohoutová

## Distinctions

### Nominations
- 2014 : proposé pour l'Oscar du meilleur film en langue étrangère en 2015.

### Récompense
- Grand Prix du Jury (Atlas d'Or) au Festival international du film d'Arras 2014